# Batalha de Caulônia
A Batalha de Caulônia foi travada entre as forças de Cartago, lideradas por Aníbal, e um exército da República Romana em 209 a.C. no contexto da Segunda Guerra Púnica.

## Introdução
Durante 210 a.C., continuou a sequência de revezes cartagineses em todos os frontes da guerra. Depois de perder a cidade de Salápia, na Apúlia, Aníbal conseguiu uma grande vitória na 2ª Batalha de Herdônia, aniquilando o exército do procônsul Cneu Fúlvio Centúmalo, porém, com medo de que ela também o traísse, Aníbal decidiu evacuar toda a população, mesmo sendo a sua última possessão na Apúlia, levando-a para Metaponto. O cônsul Marco Cláudio Marcelo havia conquistado também as últimas localidades aliadas dos cartagineses em Sâmnio, Meles e Maroneia, e lutou contra Aníbal na Batalha de Numistro na Lucânia. Depois desta batalha, Marcelo passou a perseguir o exército cartaginês, com frequentes escaramuças até Venúsia. Na Sicília, o outro cônsul, Marco Valério Levino encerrou a guerra completando o controle romano sobre a ilha ao capturar Agrigento. Como havia uma grande quantidade de mercenários e desertores nas imediações de Agatirna, cuja presença sem um serviço militar ativa poderia se transformar num problema, Levino decidiu enviar a região do Régio um contingente de 4 000 homens para que, a partir dali, atacassem as cidades cartaginesas em Brúcio, o último território no sul da Itália ainda controlado por Aníbal. Antes de finalizar a campanha de 210 a.C., Levino voltou para Roma para nomear um ditador para organização das eleições consulares, mas, ao não aceitar o candidato proposto, voltou para a Sicília sem nomear ninguém, o que deixou para a Assembleia do povo a missão de nomear Quinto Fúlvio Flaco, que convocou Marcelo para que o nomeasse.
A cidade de Caulônia era uma cidade costeira em Brúcio, situada a cerca de 40 quilômetros a nordeste de Locros, onde hoje está Monasterace Marina. Assim como a maior parte das cidades da Magna Grécia, passou para o lado cartaginês por volta de 215 a.C.. Em seu território haviam minas de ferro e de prata. Estava desabitada desde 277 a.C. por causa da ocupação dos aliados romanos de origem campânia durante a Guerra Pírrica.

## Contexto
Para a a nova campanha de 209 a.C., foram eleitos dois novos cônsules, Fábio Máximo e Quinto Fúlvio Flaco. Com o fim da guerra na Sicília, um dos exércitos da ilha foi liberado, o de Levino, que foi enviado para Salentino sob o comando de Fábio Máximo. Fúlvio Flaco operaria na Lucânia com um exército vindo da Etrúria, que foi substituído por um novo baseado nas legiões urbanas do ano anterior. Marcelo prosseguiu na região como procônsul com o mesmo exército do ano anterior, com a Apúlia como área de atuação. Por último, uma força de 8 000 homens, inclusive os que vieram da Sicília, mas também desertores de diversas procedências, atuaria em Brúcio com base em Régio. O valor destes últimos foi menosprezado tanto por Lívio quanto por Plutarco.
O plano desta campanha foi idealizado por Fábio Máximo, que enviou uma carta a Marcelo pedindo que ele endurecesse o máximo suas ações contra Aníbal, a mesma orientação que passou pessoalmente ao seu colega. Também por carta, ordenou ao prefeito de Régio que iniciasse os raides contra Brúcio e atacasse Caulônia. Terminado descanso invernal, Marcelo recomeçou a perseguição a Aníbal, que estava nas proximidades de Canúsio. Conseguiu interceptá-lo enquanto montava seu acampamento, inciando o primeiro dia da Batalha de Canúsio, que duraria três dias consecutivos. O cair da noite fez com que os exércitos se separassem e recuassem para seus acampamentos. A batalha do segundo dia foi favorável aos cartagineses, mas os homens de Marcelo conseguiram reverter a situação no terceiro dia. Aníbal recuou para Brúcio enquanto Marcelo, com seu exército terrivelmente desgastado, seguiu para Venúsia, onde seus soldados passaram o resto da campanha se recuperando. Quinto Fúlvio Flaco aproveitou para recuperar, mediante acordos, as últimas populações dos hirpinos e do norte da Lucânia que ainda estavam nas mãos dos cartagineses. Fábio desembarcou com seu exército vindo da Sicília em Salentino e tomou a cidade de Manduria, a apenas 30 quilômetros de Taranto. Com os 30 navios enviados Levino da Sicília, acampou ao norte de Taranto, perto da entrada do porto, aproveitando que a frota cartaginesa estava na Grécia para apoiar Filipe V da Macedônia em suas ações contra romanos e etólios.

## Ataque a Caulônia
Para completar seu plano de captura de Taranto, depois das primeiras ações de Marcelo, que já haviam facilitado a conquista de Manduria e do norte da Lucânia, Fábio contava com uma segunda operação de distração. O exército de Régio recebeu instruções de parar os saques das terras cartaginesas em Brúcio para atacar a cidade de Caulônia. Aníbal se encontrava com suas tropas em Taranto, marcando o exército consular de Fábio Máximo enquanto ele marchava pelo Salentino. A ideia do cônsul romano era que este ataque secundário atrairia a atenção de Aníbal, que marcharia para ajudar seus aliados, enquanto ele próprio aproveitaria para atacar Taranto. Fúlvio Flaco seguiria Aníbal com seu exército.
Tal como previu o veterano Fábio, Aníbal partiu com seu exército para Caulônia, que ficava a cerca de 300 quilômetros de Taranto, para levantar o cerco da cidade. Com a aproximação do exército cartaginês, o contingente romano que sitiava Caulônia se refugiou numa colina, onde conseguiu evitar um assalto direto, mas ao custo de se isolar completamente .
Sem esperanças, os 8 000 homens se renderam a Aníbal. Enquanto isto, Fábio iniciou o Cerco de Taranto, cuja notícia chegou a Aníbal no dia seguinte. O general cartaginês partiu imediatamente, em marcha forçada dia e noite para acudir a cidade. Porém, Taranto acabou sendo traída por um contingente de soldados brúcios no sexto dia do cerco.

## Eventos posteriores
Apesar da marcha forçada para salvar Taranto, a cidade caiu quando ele estava se aproximando. Apesar disto, Aníbal decidiu acampar a cerca de cinco milhas da cidade e, depois de retroceder para a cidade de Metaponto, a meros 40 quilômetros, tentou um ardil contra Fábio Máximo oferecendo entregar-lhe a cidade mediante a entrega dos supostos traidores. Sua intenção eram emboscá-lo quando ele se encaminhasse até Metaponto a partir de Taranto. Mas os sucessivos augúrios desfavoráveis levaram o supersticioso Fábio a abandonar a operação e foi somente depois de interrogar a delegação metapontina é que ele descobriu o plano.
Durante esta campanha, Aníbal foi forçado a lutar em cenários secundários enquanto seus inimigos lutavam nas regiões estratégicas, provando o sucesso do plano romano de atacar simultaneamente em várias frentes os cartagineses. Aníbal simplesmente não conseguiu defender a defesa de todo seu território.